# Margarita Simonyan
Margarita Simonovna Simonyan (em russo:  Маргарита Симоновна Симоньян; nascida em 6 de abril de 1980) é uma jornalista russa. Ela é editora-chefe das organizações de mídia controladas pelo estado russo   RT (anteriormente Russia Today)  e Rossiya Segodnya. 
Em 2022 e 2023, Margarita Simonyan foi sancionada pela União Europeia, Reino Unido e governo ucraniano por promover desinformação, especialmente durante a invasão russa da Ucrânia em 2022.